# Satō Taisei
Satō Taisei (japanisch 佐藤 太清, eigentlich Satō Minoru (佐藤 實); geboren 10. November 1913 in Fukuchiyama (Präfektur Kyōto); gestorben 6. November 2004) war ein japanischer Maler im Nihonga-Stil.

## Leben und Werk
Satō Taisei ging 1931 nach Tōkyō und traf zufällig auf seinen späteren Lehrer, den Maler Kodama Kibō (1891–1971). 1933 wurde er dann ein Schüler Kodamas, begann Malerei im japanischen Stil zu studieren und legte sich den Künstlernamen „Taisei“ zu. 1939 wurde er zum Militär eingezogen, erkrankte kurz darauf und wurde schließlich entlassen. Nachdem er sich von schwerer Krankheit erholt hatte, konnte er auf der 6. Shin-Bunten-Ausstellung ein Bild zeigen, womit seine Karriere als Maler im Alter von 30 Jahren begann.
Nach dem Pazifikkrieg wurde sein Bild „Chinin“ (清韻) auf der 3. Nitten mit einem Sonderpreis ausgezeichnet. 1966 erhielt das Bild „Fūsō“ (風騒) eine Auszeichnung des Kultusministers (文部大臣賞, Mombudaijin-shō), im Jahr darauf auch den Preis der Japanischen Akademie der Künste. 1980 wurde Satō Mitglied der Akademie.
1988 wurde er als Person mit besonderen kulturellen Verdiensten geehrt, 1992 wurde er mit dem Kulturorden ausgezeichnet.
1990 wurde das „Satō-Taisei-Gedächtnis-Kunstmuseum“ (佐藤大清記念美術館, Satō Taisei kinen bijutsukan) in Fukujiyama eröffnet.